# Abondo
Abondo est un village du groupement Ngali de la commune de Soa dans le département de la Méfou-et-Afamba et la région du Centre au Cameroun.

## Géographie
La localité est située à 11 km au nord du chef-lieu communal Soa.

## Population
En 1965, Abondo comptait 392 habitants, principalement des Eton.
Lors du recensement de 2005, ce nombre s'élevait à 592.